# Nikita Mazepin
Nikita Dmitrievič Mazepin (in russo Ники́та Дми́триевич Мазе́пин?; Mosca, 2 marzo 1999) è un ex pilota automobilistico russo, nel 2021 ha corso in Formula 1 con la scuderia Haas.

## Carriera

### Formule minori
Figlio dell'oligarca russo Dmitrij Mazepin, proprietario della multinazionale produttrice di fertilizzanti minerali Uralchem, a sette anni comincia a guidare i kart, vincendo il campionato russo nel 2010 e arrivando secondo nel mondiale FIA di categoria nel 2014. Nel 2015 partecipa alla Formula Renault e alla Formula Toyota, senza ottenere risultati di rilievo.
Nel 2016 esordisce nella Formula 3 europea. L'anno successivo vi ottiene tre podi tra i weekend di Spa e del Red Bull Ring. Sempre nel 2017 partecipa a un appuntamento alla Formula 3 Britannica, ottenendo una vittoria e due piazzamenti.
Partecipa al campionato 2018 della GP3 per la scuderia ART Grand Prix vincendo la gara d'esordio in Spagna e arrivando a podio nelle Feature Race di Francia e Gran Bretagna. Grazie a tre altre vittorie arriva secondo in classifica generale, dietro Anthoine Hubert.

### Formula 2

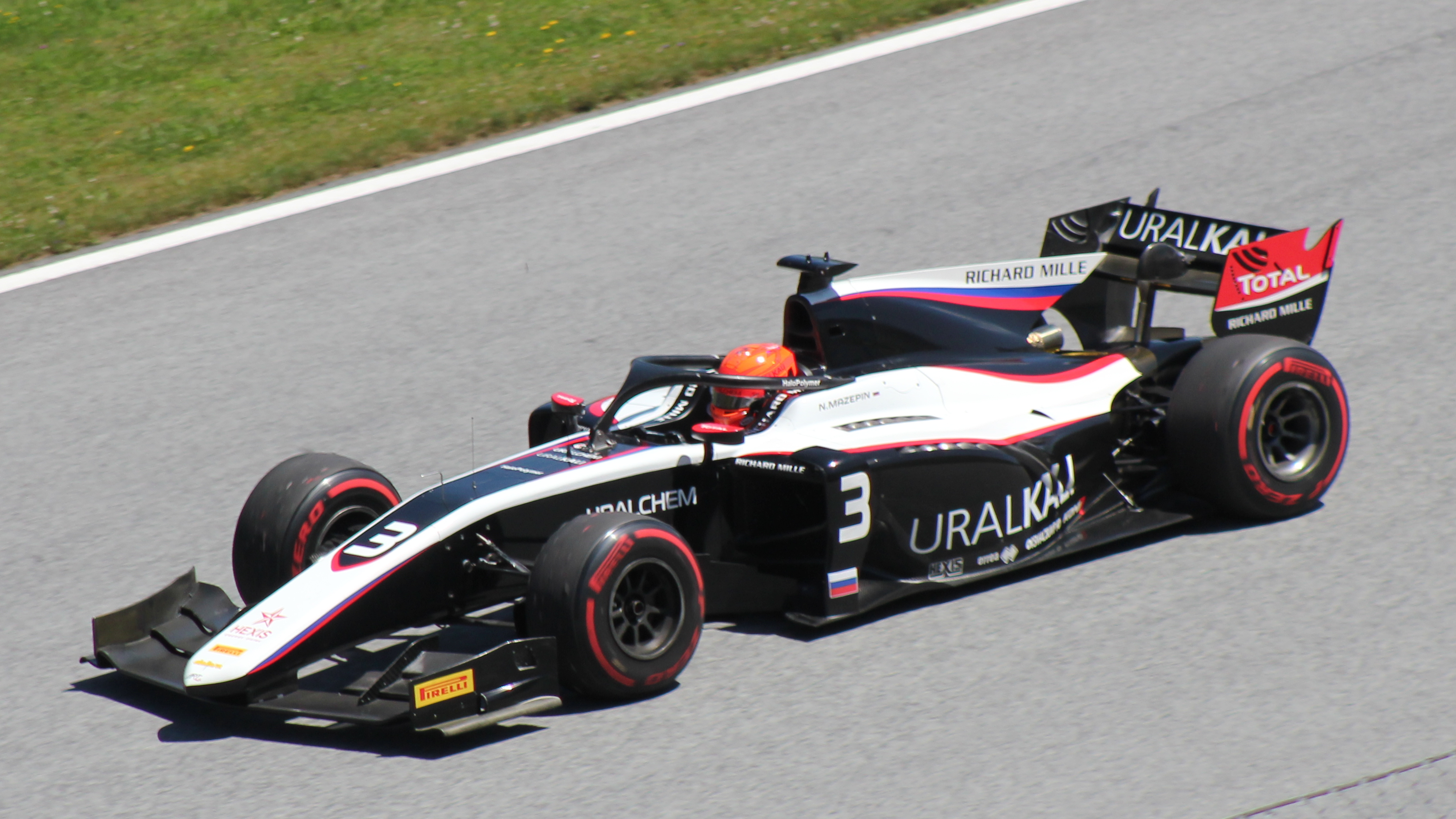
Mazepin in Austria nel 2019

Nella stagione 2019 resta con la ART Grand Prix salendo di categoria in Formula 2. La stagione si rivela piuttosto complicata: nonostante la qualità della vettura, che permette al compagno di scuderia Nyck de Vries di conquistare il titolo, Mazepin conclude il campionato solo 18º in classifica generale.
Nel 2020 insieme al pilota italiano Luca Ghiotto passa al team Hitech Grand Prix, scuderia debuttante in Formula 2. L'inizio non è dei migliori, ma riesce a conquistare il suo primo podio nella Feature Race del Hungaroring. A Silverstone conquista la sua prima vittoria davanti a Guanyu Zhou, si ripete vincendo anche al Mugello dove il team completa la doppietta grazie al secondo posto di Ghiotto. In Belgio gli viene negata la sua terza vittoria per colpa di una penalità ottenuta in un contatto con Yuki Tsunoda. Termina quinto in classifica generale, posizione sufficiente per ottenere la Superlicenza FIA e quindi ottiene la possibilità di esordire in Formula 1.

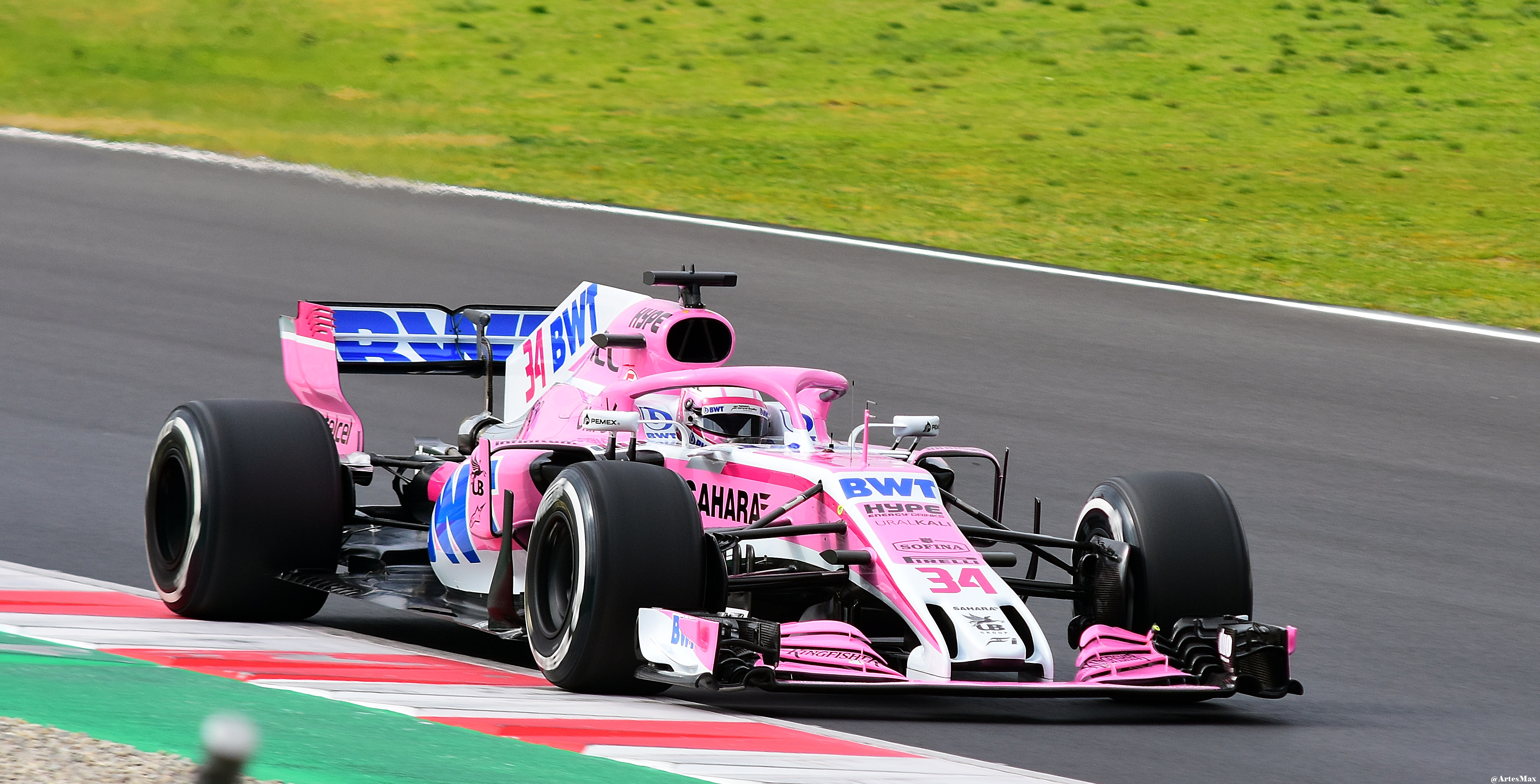
Mazepin al volante della Force India VJM11 nei test post-gara di Barcellona nel 2018

### Formula 1
Nel 2016 Mazepin diventa collaudatore della Sahara Force India F1 Team: partecipa ai test sul circuito di Silverstone nel 2016 e a quelli in Ungheria e Abu Dhabi nel 2017. Nella stagione 2018 diventa pilota di sviluppo per la Force India, e nei giorni successivi al Gran Premio di Spagna partecipa al test sullo stesso circuito con la Mercedes. Dopo il Gran Premio del Bahrein 2020 la Haas F1 Team ingaggia Nikita come pilota titolare per il Campionato 2021, con Mick Schumacher come compagno di scuderia.

#### 2021
Il pilota russo ha un debutto complicato nel Gran Premio del Bahrein, nel quale si rende protagonista di due testacoda durante le qualifiche e termina la gara con un altro testacoda dopo appena due curve. Nel secondo gran premio a Imola durante le prove libere finisce a muro ma poi riesce a qualificarsi 19º (ultimo di quelli che hanno fatto segnare un giro cronometrato), la domenica completa la sua prima gara in Formula 1 arrivando 17º. Non è esente da errori neanche nelle successive due gare: in Portogallo si rende protagonista di un'incomprensione con Sergio Pérez durante un doppiaggio, mentre in Spagna attira le critiche di Toto Wolff per aver rallentato la corsa di Lewis Hamilton.

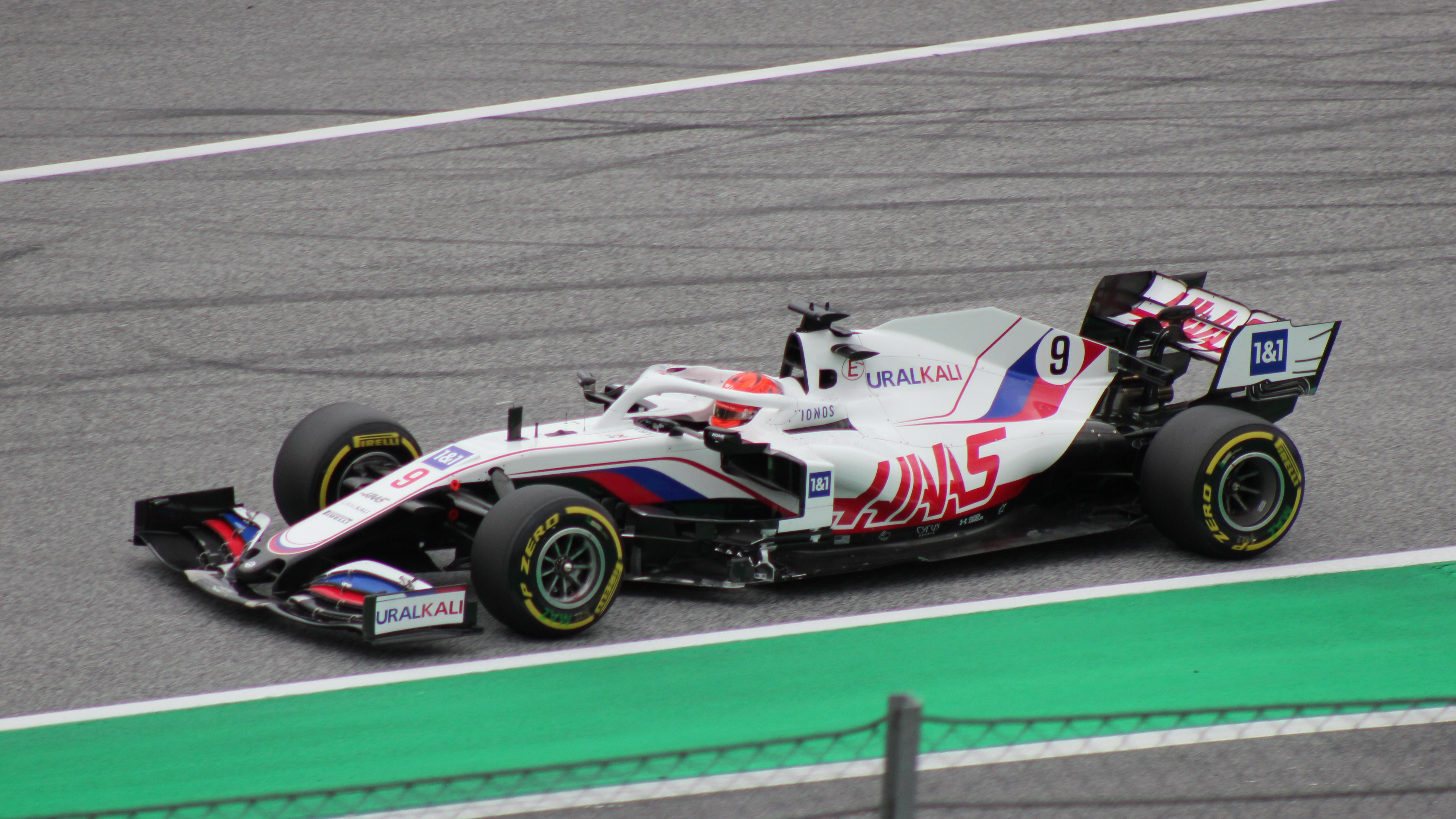
Mazepin impegnato nel Gran Premio d'Austria 2021.

Nel Gran Premio dell'Azerbaigian riesce ad arrivare in quattordicesima posizione, suo miglior risultato in Formula 1. Nel Gran Premio del Belgio, corso solo per pochi chilometri tutti in regime di Safety-Car, a causa del maltempo, chiuso con il diciassettesimo posto, avrebbe ottenuto anche il giro più veloce (in 3'18"016), inizialmente assegnato secondo le grafiche, ma poi tolto e non assegnato ad alcun pilota per la bandiera rossa che bloccò la gara ai risultati del primo giro.  Nelle successive due gare è costretto al ritiro per problemi tecnici.
Il 23 settembre prima del Gran Premio di Russia il team Haas conferma Mazepin e Schumacher per la stagione 2022. Dopo aver disputato le qualifiche del Gran Premio di Abu Dhabi, Mazepin viene trovato positivo al SARS-CoV-2, non potendo quindi prendere parte alla gara.

#### 2022
Nel 2022 Mazepin avrebbe dovuto correre ancora con Haas, ma a causa dell'invasione russa dell'Ucraina, il 5 marzo 2022 il team statunitense ha ufficializzato la risoluzione con effetto immediato del contratto sia con il pilota russo che con lo sponsor Uralkali, legato alle attività imprenditoriali del padre.

### Dopo la Formula 1
Nel 2021, Nikita partecipa a un test con il team Kamaz Master, vincitore nella classe Camion della Rally Dakar, avendo così un primo assaggio ai rally raid. Dopo l’addio dalla Formula 1 debutta nel rally Ladoga Trophy per poi correre e vincere nella categoria T3 il Silk Way Rally del 2022, un raid in Russia lungo 4464 km.
Nel 2023, con il proprio team, il 99 Racing, partecipa alla Asian Le Mans Series dividendo l'Oreca 07 con Neel Jani, Gonçalo Gomes (prima metà) e Ahmad Al Harthy  (seconda metà). Mazepin nelle quattro corse ottiene due podi e due Pole position, chiudendo quarto in classifica assoluta. Anche nella stagione successiva torna nell'Asian Le Mans Series questa volta in equipaggio con Louis Delétraz e Ahmad Al Harthy. Il pilota russo ottiene la vittoria all'esordio a Circuito di Sepang. Dopo un secondo posto sempre a Sepang, il pilota russo torna alla vittoria a Dubai. Nikita per colpa di una malattia è costretto a saltare i due round finali a Yas Marina.
Nel gennaio del 2025 scende in pista nel Middle East Trophy guidando la nuova Rossa LM GT.
Il 18 gennaio 2025 annuncia il ritiro dal motorsport.

## Controversie
Il 9 dicembre 2020, pochi giorni dopo essere stato ingaggiato dalla Haas F1 Team, Mazepin caricò una storia su Instagram in cui sembrava toccare in maniera impropria il seno di una ragazza. In una dichiarazione, la Haas F1 Team affermò che il video era «ripugnante». Mazepin stesso pubblicò le sue scuse, sostenendo di dover mantenersi su un livello più elevato in quanto pilota di Formula 1; tuttavia, cancellò il messaggio di scuse dopo nove giorni, riaccendendo la polemica.Nonostante, nel marzo 2021 ripeté di aver capito i propri errori, la controversia portò l'hashtag "WeSayNoToMazepin" in tendenza, portando parecchi fan della Formula 1 a chiedere la sua rimozione dalla competizione sportiva.
Dopo l'invasione russa dell'Ucraina, nel marzo del 2022, Nikita e suo padre Dmitrij vennero sanzionati dall'Unione europea per via della loro vicinanza a Vladimir Putin. Un anno dopo il Tribunale dell’Unione europea accolse le difese del pilota, sospendendo le sanzioni ed in particolare l’inserimento di Nikita nella lista dei soggetti sanzionati. Nel marzo del 2024 le sanzioni verso Nikita vengono definitivamente revocate dal Tribunale dell’Unione europea.

## Risultati

### Riassunto della carriera
| Stagione | Serie                       | Squadra                                      | Gare               | Vittorie           | Pole               | GPV                | Podi               | Punti              | Pos                |
| -------- | --------------------------- | -------------------------------------------- | ------------------ | ------------------ | ------------------ | ------------------ | ------------------ | ------------------ | ------------------ |
| 2014-15  | MRF Challenge               | MRF Racing                                   | 4                  |                    | 0                  | 0                  | 1                  | 36                 | 10º                |
| 2015     | Formula Renault 2.0 NEC     | Josef Kaufmann Racing                        | 16                 | 0                  | 0                  | 0                  | 1                  | 125.5              | 12º                |
| 2015     | Eurocup Formula Renault 2.0 | Josef Kaufmann Racing                        | 7                  | 0                  | 0                  | 0                  | 0                  | N/A                | NC†                |
| 2015     | Formula Toyota              | ETEC Motorsport                              | 16                 | 0                  | 0                  | 0                  | 0                  | 304                | 18º                |
| 2016     | F3 europea                  | Hitech Grand Prix                            | 30                 | 0                  | 0                  | 0                  | 0                  | 10                 | 20º                |
| 2016     | Gran Premio di Macao        | Hitech Grand Prix                            | 1                  | 0                  | 0                  | 0                  | 0                  | N/A                | DNF                |
| 2016     | Eurocup Formula Renault 2.0 | AVF by Adrian Valles                         | 4                  | 0                  | 0                  | 0                  | 0                  | 5                  | 17º                |
| 2016     | F3 britannica               | Carlin Motorsport                            | 3                  | 1                  | 0                  | 0                  | 1                  | 51                 | 23º                |
| 2016     | Formula 1                   | Sahara Force India F1 Team                   | Collaudatore       | Collaudatore       | Collaudatore       | Collaudatore       | Collaudatore       | Collaudatore       | Collaudatore       |
| 2017     | F3 europea                  | Hitech Grand Prix                            | 30                 | 0                  | 0                  | 1                  | 3                  | 108                | 10º                |
| 2017     | Formula 1                   | Sahara Force India F1 Team                   | Collaudatore       | Collaudatore       | Collaudatore       | Collaudatore       | Collaudatore       | Collaudatore       | Collaudatore       |
| 2018     | GP3 Series                  | ART Grand Prix                               | 18                 | 4                  | 1                  | 5                  | 8                  | 198                | 2º                 |
| 2018     | Formula 1                   | Force India F1 Team Racing Point Force India | Pilota di sviluppo | Pilota di sviluppo | Pilota di sviluppo | Pilota di sviluppo | Pilota di sviluppo | Pilota di sviluppo | Pilota di sviluppo |
| 2019     | Formula 2                   | ART Grand Prix                               | 22                 | 0                  | 0                  | 0                  | 0                  | 11                 | 18º                |
| 2019-20  | Formula 3 asiatica          | Hitech Grand Prix                            | 15                 | 0                  | 0                  | 0                  | 4                  | 186                | 3º                 |
| 2020     | Formula 2                   | Hitech Grand Prix                            | 24                 | 2                  | 0                  | 2                  | 6                  | 164                | 5º                 |
| 2021     | Formula 1                   | Haas                                         | 21                 | 0                  | 0                  | 0                  | 0                  | 0                  | 21º                |
| 2023     | Asian Le Mans Series        | 99 Racing                                    | 4                  | 0                  | 2                  | 0                  | 2                  | 49                 | 4º                 |
| 2023-24  | Asian Le Mans Series        | 99 Racing                                    | 3                  | 2                  | 0                  | 0                  | 3                  | 68                 | 4º                 |

† In quanto pilota ospite non ha potuto segnare punti.

### Risultati in Formula 3 europea
(legenda) (Le gare in grassetto indicano la pole position) (Le gare in corsivo indicano Gpv)
| Stagione | Team              | Motore   | 1   | 2   | 3   | 4   | 5   | 6   | 7   | 8   | 9   | 10  | 11  | 12  | 13  | 14  | 15  | 16  | 17  | 18  | 19  | 20  | 21  | 22  | 23  | 24  | 25  | 26  | 27  | 28  | 29  | 30  | Punti | Pos. |
| -------- | ----------------- | -------- | --- | --- | --- | --- | --- | --- | --- | --- | --- | --- | --- | --- | --- | --- | --- | --- | --- | --- | --- | --- | --- | --- | --- | --- | --- | --- | --- | --- | --- | --- | ----- | ---- |
| 2016     | Hitech Grand Prix | Mercedes | LEC | LEC | LEC | HUN | HUN | HUN | PAU | PAU | PAU | RBR | RBR | RBR | NOR | NOR | NOR | ZAN | ZAN | ZAN | SPA | SPA | SPA | NÜR | NÜR | NÜR | IMO | IMO | IMO | HOC | HOC | HOC | 10    | 20º  |
| 2016     | Hitech Grand Prix | Mercedes | 19  | 12  | 10  | ES  | Rit | 13  | 16  | 13  | Rit | 14  | 17  | 14  | 11  | 11  | 11  | 17  | 15  | 17  | 12  | Rit | 8   | 16  | 14  | 16  | 13  | 11  | 15  | 8   | 10  | Rit | 10    | 20º  |
| 2017     | Hitech Grand Prix | Mercedes | SIL | SIL | SIL | MNZ | MNZ | MNZ | PAU | PAU | PAU | HUN | HUN | HUN | NOR | NOR | NOR | SPA | SPA | SPA | ZAN | ZAN | ZAN | NÜR | NÜR | NÜR | RBR | RBR | RBR | HOC | HOC | HOC | 108   | 10º  |
| 2017     | Hitech Grand Prix | Mercedes | Rit | 15  | 7   | 11  | 10  | 11  | 4   | 7   | Rit | 12  | 11  | 10  | 10  | 18  | 10  | 2   | 7   | 11  | 11  | 11  | 10  | Rit | 11  | 16  | Rit | 3   | 2   | 6   | 6   | 7   | 108   | 10º  |

### Risultati in GP3
(legenda) (Le gare in grassetto indicano la pole position) (Le gare in corsivo indicano Gpv)
| Stagione | Team           | 1   | 2   | 3   | 4   | 5   | 6   | 7   | 8   | 9   | 10  | 11  | 12  | 13  | 14  | 15  | 16  | 17  | 18  | Punti | Pos |
| -------- | -------------- | --- | --- | --- | --- | --- | --- | --- | --- | --- | --- | --- | --- | --- | --- | --- | --- | --- | --- | ----- | --- |
| 2018     | ART Grand Prix | CAT | CAT | LEC | LEC | RBR | RBR | SIL | SIL | HUN | HUN | SPA | SPA | MNZ | MNZ | SOC | SOC | YMC | YMC | 198   | 2º  |
| 2018     | ART Grand Prix | 1   | 10  | 2   | 5   | 13  | 7   | 2   | 7   | 1   | 12  | 5   | 1   | 5   | 3   | 2   | Rit | 5   | 1   | 198   | 2º  |

### Risultati in Formula 2
(legenda) (Le gare in grassetto indicano la pole position) (Le gare in corsivo indicano Gpv)
| Stagione | Team              | 1   | 2   | 3   | 4   | 5   | 6   | 7   | 8   | 9   | 10  | 11  | 12  | 13  | 14  | 15  | 16  | 17  | 18  | 19  | 20  | 21  | 22  | 23  | 24  | Punti | Pos. |
| -------- | ----------------- | --- | --- | --- | --- | --- | --- | --- | --- | --- | --- | --- | --- | --- | --- | --- | --- | --- | --- | --- | --- | --- | --- | --- | --- | ----- | ---- |
| 2019     | ART Grand Prix    | BHR | BHR | BAK | BAK | CAT | CAT | MON | MON | LEC | LEC | RBR | RBR | SIL | SIL | HUN | HUN | SPA | SPA | MNZ | MNZ | SOC | SOC | YMC | YMC | 11    | 18º  |
| 2019     | ART Grand Prix    | 19  | 13  | 8   | Rit | 17  | 14  | 10  | 8   | Rit | 16  | 12  | 11  | 16* | 12  | 12  | 15  | C   | C   | 11  | 9   | 8   | Rit | 10  | 17* | 11    | 18º  |
| 2020     | Hitech Grand Prix | RBR | RBR | RBR | RBR | HUN | HUN | SIL | SIL | SIL | SIL | CAT | CAT | SPA | SPA | MNZ | MNZ | MUG | MUG | SOC | SOC | SAK | SAK | SAK | SAK | 164   | 5º   |
| 2020     | Hitech Grand Prix | 14  | 10  | 14  | 8   | 2   | 5   | 1   | 5   | 4   | 8   | 13  | 6   | 2   | 4   | NC  | 8   | 1   | 18  | 7   | 2   | 5   | 2   | 9   | 9   | 164   | 5º   |

### Risultati in Formula 1
| 2021 | Scuderia | Vettura |     |    |    |    |    |    |    |    |    |    |     |    |     |     |    |    |    |    |    |    |     |    | Punti | Pos. |
| ---- | -------- | ------- | --- | -- | -- | -- | -- | -- | -- | -- | -- | -- | --- | -- | --- | --- | -- | -- | -- | -- | -- | -- | --- | -- | ----- | ---- |
| 2021 | Haas     | VF-21   | Rit | 17 | 19 | 19 | 17 | 14 | 20 | 18 | 19 | 17 | Rit | 17 | Rit | Rit | 18 | 20 | 17 | 18 | 17 | 18 | Rit | NP | 0     | 21º  |

| Legenda | 1º posto     | 2º posto | 3º posto    | A punti         | Senza punti/Non class.  | Grassetto – Pole position Corsivo – Giro più veloce Apice – Risultato Qualifica Sprint (A punti) |
| Legenda | Squalificato | Ritirato | Non partito | Non qualificato | Solo prove/Terzo pilota | Grassetto – Pole position Corsivo – Giro più veloce Apice – Risultato Qualifica Sprint (A punti) |

### Asian Le Mans Series
| Anno    | Squadra   | Classe | Vettura  | DUB | DUB | ABU | ABU |     | Punti | Pos. |
| ------- | --------- | ------ | -------- | --- | --- | --- | --- | --- | ----- | ---- |
| 2023    | 99 Racing | LMP2   | Oreca 07 | 3   | 6   | 7   | 2   |     | 49    | 4º   |
| Anno    | Squadra   | Classe | Vettura  | SEP | SEP | DUB | ABU | ABU | Punti | Pos. |
| 2023-24 | 99 Racing | LMP2   | Oreca 07 | 1   | 2   | 1   |     |     | 68    | 4º   |
| Legenda |           |        |          |     |     |     |     |     |       |      |